# BAW Street Line
Der BAW Street Line ist ein Midibus aus der Produktion des russischen Unternehmens BAW-RUS Motor Corporation. 
Das Modell ist mit einem 88 kW starken Motor des Typs CA4DC2-12E4 ausgestattet. Das maximale Drehmoment liegt bei 320 Newtonmeter bei 1900–2100 Umdrehungen pro Minute. Der Durchschnittsverbrauch des Motors wird mit 18 l/100 km angegeben. Der Motor hat einen Hubraum von 3168 cm³ und entspricht der EURO-III-Abgasnorm.
Das Modell gibt es mit leichten Änderungen auch als BAW Express.